# War-Saw
Trwa dyskusja nad usunięciem tego artykułu, kliknij i weź w niej udział.
War-Saw - polski zespół muzyczny, wykonujący muzykę thrashmetalową, założony w 2008 w Warszawie.

## Muzycy

### Obecny skład zespołu
- Marek "Agnostic" Molenda - gitara
- Grzegorz "Greg" Musialik - gitara
- Tomasz "Zyclon" Węglewski - gitara basowa
- Alex "Growler" Quintero - wokal

### Muzycy sesyjni
- Paweł "Pavulon" Jaroszewicz - perkusja[1]

### Byli członkowie zespołu[2]
- Paweł "Taz" Kowalski - wokal.
- Paweł "Abbadon" Rekowski - gitara.
- Paweł Kowalski - wokal.
- Jacek Szadkowski - gitara.
- Michał Pasternak - perkusja.
- Kamil "Kamiel" Podgórski - bas.
- Darek Karpiński - perkusja.
- Sylwia Papierska - wokal[3]

### Gościnna współpraca
- Dominik "Domin" Prykiel (solo w utworze "Black Painted Mind" z albumu "The Manifest").
- Ralph Santolla (solo w utworze "Monstrosity" z albumu "The Manifest").
- Wojciech Hoffmann (solo w coverze zespołu Queen "The Show Must Go On"[4][5])

## Historia
Wiosną 2015 zespół zagrał m.in jako support dla Overkill i Decapitated, a także na charytatywnym koncercie dla Covana z Decapitated.
W czerwcu 2015 zespół wypuścił nową EP „Blood Honour Vendetta“ na której znajduje się utwór zapowiadający nowy album i cover zespołu Queen „ Show must go on“ zagrany razem z gośćmi. Teledysk do tego utworu dostępny na YouTube. Zespół również w czerwcu wystąpił na Dark Fest Open Air w Bycznie .Na początku września zespół opuścił Darek Karpiński 
, jego miejsce zajął Paweł "Pavulon" Jaroszewicz, udzielający się wcześniej w Vader, Decapitated.
16 stycznia 2017 miała miejsce premiera albumu "The Manifest".
W roku 2018 zespół m.in. zagrał koncert jako support przed Kreator
W październiku 2019 skład do zespołu dołączył Paweł "Abaddon" Rekowski i zespół rozpoczął pracę nad 3 płytą, którą przerwały problemy osobiste w 2020 roku.
Na początku 2024 zespół opuścił Paweł "Abbadon" Rekowski, a w kwietniu 2024 nowym gitarzystą został Grzegorz "Greg" Musialik.
W połowie 2024 do zespołu dołączył wokalista Alex "Growler" Quintero, zastępując Sylwię Papierską.
Aktualnie zespół kończy prace nad EP zatytułowanym "Blood For God", która ukaże się jesienią 2025. Będzie ona promowała LP, którego wydanie zaplanowane jest na pierwszą połowę 2026 roku.

## Dyskografia

### Albumy studyjne
- Nuclear Nightmare (2013)

- The Manifest (2017)[14][12][15]

### Minialbumy
- Thrash Metal War Machine (2009)
- Spiral Of Violence (2010)

### Albumy tribute
- Thermonuclear Warriors Of Fourth Reich - Hail To Carnivores (utwór "God is dead")[16][17].

### Single
- Burn! (2011)
- Blood Honour Vendetta (2015)[10]

### Kompilacje
- Thrashing Damnation Thru Compilation - utwory "Burn!" i "Nuclear Nightmare". (2014)[18][19][20]

## Wideografia

### Videoclipy
- Nuclear Nightmare[21]
- The Show Must Go On (cover zespołu Queen)[4][5]